# 怪奇版画男
『怪奇版画男』（かいきはんがおとこ）は、唐沢なをきによる漫画。1994年から1997年にかけて、『ビッグコミックスピリッツ』の増刊号である「ビッグコミックスピリッツ21」（小学館）に連載された。日本初の版画コミックとされている。
1998年、平成10年度日本漫画家協会賞優秀賞受賞。

## 概要
謎の版画男が縦横無尽に暴れまわる姿を描いたギャグ漫画。最大の特徴は枠線・ふきだし・音喩・効果線・登場人物・背景・ノンブル・日本音楽著作権協会（JASRAC）の許諾の表示に至るまでページ全てが版画で描かれている点である。当時、作画や作業の効率化のために一般的に使い始められたコンピュータを使った漫画とは反対方向のローテクを極め、かつ最も効率の悪い方法で作成された実験漫画の極北である。
セリフのみがゴム版で、それ以外は基本的に木版である。木版を選んだのは、ナンシー関がすでにゴム版をやっていたため。回によってはプリントゴッコ、パソコン（Macintosh）出力、紙版画、芋版画、はたまた魚拓に至るまで「刷る」という行為にこだわったギャグを展開している。
完成したネームを木板に左右逆に写し、彫って原稿に刷る（この後冬場は原稿を乾かすためにストーブでたいて、ドライヤーの風に当てていたという）という作成過程のため、制作には非常に手間と時間を要する。アシスタントにゴム版を全て彫らせていたものの、連載初期の頃は6ページ完成させるのにほぼ一ヶ月かかり、連載終了後に作者は「通常の二十倍はよけいに苦労」・「（『版画男』は）時間が10倍かかっています」などと発言、連載中はなかなか家に帰れなかったという。しかし、原稿料は普通に描いた時と変わらないようで、漫画原稿用紙1枚にかけた苦労は原稿料とは見合うものではなく、漫画評論家の夏目房之介に「とてもコストパフォーマンスの低い作品」と評された。5日間で版画6枚彫ることになったり、4色刷り回の際は正味3日で4ページに挑戦するなど、その苦労は計り知れないものがあるが、帯に刷られている荒俣宏の推薦文のように漫画を版画で彫ること自体がギャグなのであり、作者自身はあとぼり（後書きではない）で「そこいらへんの苦労にカンドーしていただけたらウレシイ」と彫りつつ、別の所では「この手間のばかばかしさに笑ってほしい」「版画自体がギャグ」と発言している。また、連載が進むうちに版画の技術がどんどん上達してしまい、逆に以前と同じようなタッチに彫るのにも苦労したという。
それまで『カスミ伝』・『夕刊赤富士』といった、実験漫画色の濃いギャグ漫画作品を多数発表してきた作者だったが、その延長線上に企画されたこの漫画は編集者に「ここまで来たか」と呆れられてしまったという。
主人公、版画男は棟方志功が彫った人物像をモチーフにしていて、漫画の中でも棟方志功に関する事柄が頻繁に刷られている。
なお、姉妹作として、連載終了後に『別冊少女コミック』に掲載された『怪奇版画少女』がある。

## 版画男
神出鬼没で顔以外黒タイツのような姿の主人公。性格は凶暴で暴力的。版画を馬鹿にする者、年賀状・暑中見舞いを（木版画で）出さない奴に容赦無く制裁を与え、人を彫って刷ることすらも厭わない。その一方で紙版画売りの少女が残した紙版画を「美しい…」という一面も。
版画のことには人一倍熱を入れるが、その反面世情のことについては疎い。版画教団というネズミの帽子を被った彼を慕う子供たちが何人かいる。1人の息子がいる。
最後は難病の少年のために4色刷りの版画を完成させた後、人知れず消え去った。

### 版画男が彫った作品
- 年賀状・暑中見舞い・引越し通知
- 不幸の手紙 - 怪人プリントゴッコ男と競作
- ヘアヌード写真集
- 一気通貫
- 昇り龍
- 闇夜に吹雪
- 火だるまになったアカレンジャー
- 夕日の赤信号
- 版画アイドル HK-96（棟方しい子）
- 花
- 赤べこ
- カラーバー
- 信号機
- クレヨン
- カメレオン
- ペロリンガ星人
- 虹

## 単行本
1998年に小学館から「Big spirits 版画 special」として発売された。ISBN 4091793010。本も入れる化粧箱・帯・もくじ・初出一覧・あとぼり・奥付といったすべての文章類にいたるまで版画という拘った作りとなっている。ただ、バーコード部分だけはリーダーで読めるよう通常の本と同じように印刷されており、作者曰く「さすがにバーコードだけは許してもらえなかった」とのこと。
一部の書店では「漫画」のコーナーではなく、「美術書」のコーナーに置かれている。なお、重版の際に帯や奥付など、一部彫り直されている 。
2008年1月にオンデマンド出版が開始された。しかし、装丁は簡易なものとなり、奥付も通常印刷に変更されている。
2011年11月、小学館文庫版が刊行された。ISBN 9784091960306。こちらはバーコード部分以外が版画となっている。。

### サブタイトル
括弧内はサブタイトルの元ネタ。★印は2色刷り、☆は4色刷り。基本的に1話6ページ、色刷りの回は4ページである。無論題字も版画で彫られている。
1. 怪奇版画男（怪奇蜘蛛男）
2. 大人の版画（大人の漫画）
3. 鬼平版画帳（鬼平犯科帳） - プリントゴッコ、Mac使用
4. 天才版画本（天才バカボン） - 芋拓など野菜類使用
5. ハンガコハンガ（パンダコパンダ） - 魚拓使用
6. 野菊の版画（野菊の墓）
7. アストロ版画（アストロガンガー） - ○拓使用
8. 版画の雀士（月下の棋士） - 漫画内のネタ自体は同じ作者の『哭きの竜』
9. 網走版画イチ（網走番外地）
10. 雪山版画（雪山讃歌）
11. 版画が大将（あんたが大将） - 紙版画使用
12. 版画と黒（赤と黒）
13. チキチキ版画（チキチキバンバン）★
14. 怪奇指紋男 - 指紋の押捺使用
15. ピクニックat版画ングロック（ピクニックatハンギング・ロック）
16. フレンチ版画（フレンチカンカン）
17. 版画 1/2[10]（8 1/2） - Mac使用
18. ウメ星版画（ウメ星デンカ）★
19. 左カーブ右カーブ版画家とおってストライク（左カーブ右カーブ、真ん中通ってストライク）☆　- 『アメリカ俗語辞典』掲載の俗語の一つ。要するにおまんこマークの謂である
20. 怪奇版画少女☆
21. HUNGER HUNGER（HUNTER×HUNTER）☆ - 小学館文庫版の彫り下ろし（書き下ろしではない）作品である

## その他
- この作品と同じく唐沢なをきが版画で彫った作品に『頓智』（筑摩書房）1996年1月号に掲載された「パンク・パンクロー」がある（全1P、『タンクタンクロー』のパロディ。『八戒の大冒険 2002 REMIX』収録）。
- 2006年に行われたキャンペーンで作られた「唐沢なをき画業21周年（ぐらい）記念、唐沢作品全キャラ（おおよそ）集合ポスター」でもこの作品のキャラクター達はきちんと版画で刷られてある[11]。
- 上野顕太郎が一晩だけアシスタントとして参加している。「ベタ塗り」ならぬ「ベタ彫り」を依頼され上野は大層驚いた[12]。